# Kuźnia Raciborska
Kuźnia Raciborska é um município da Polônia, na voivodia da Silésia e no condado de Racibórz. Estende-se por uma área de 31,75 km², com 5 409 habitantes, segundo os censos de 2016, com uma densidade de 171,8 hab/km².